# 그레고리 판 데르빌
그레고리 커틀리 판 데르 빌(네덜란드어: Gregory Kurtley van der Wiel 흐레호리 판 데르 빌[*], 1988년 2월 3일~)은 네덜란드의 축구 선수로, 현역 시절 포지션은 라이트 백이다.
암스테르담]] 출신이며, 퀴라소 출신의 아버지와 네덜란드인 어머니 사이에서 태어났다. 유명한 아약스 유소년 시스템의 산물로, 공격적인 라이트 백이며 그의 방향으로 빠른 속도로 필드 오른쪽을 주행할 수 있는 것으로 알려져 있다. 2010년, 판 데르 빌은 네덜란드의 "올해의 신인 선수"로 선정되어 요한 크라위프 상을 받았다.
2009년 2월, 그는 네덜란드 국가대표 신고식을 치르었으며, 준우승을 거둔 남아프리카 공화국에서 열린 2010년 FIFA 월드컵에 참가하였다. 네덜란드 국가대표 욘 헤이팅아는 그를 마이컬 레이저허르의 영적 후계자라는 꼬리표를 붙였다.

## 클럽 경력
판 데르 빌은 암스테르담의 RKSV DCG에서 축구를 시작하였다. 이 어린 수비수가 7세가 되었을 때, 아약스의 스카웃 제의를 받았고, "더 토어콤스트"의 아약스 아카데미로 들어왔다. 2002년, 아약스는 "성격 문제"를 이유로 이 선수를 하를럼으로 보내버렸다. 하를럼에서 활약할 당시에 대해 그는: "제가 그곳으로 보내졌을 때 내가 얼마나 못된애였는지를 알 수 있었어요. 아약스에서 모든것은 항상 잘 정돈되어 있었어요. 우리는 매 시즌마다 새 유니폼을 받았고, 우리는 클럽으로 갈 때 미니밴이 데려다 주었어요. 하를럼에 도착했을때, 저는 완전히 다른 세상을 경험했어요. 적응하기는 훨씬 힘들었는데, 우리는 5살짜리 유니폼을 입었고, 훈련을 위해 우리들만의 방식을 생각하여야만 했어요. 주변 환경은 아약스보다 더 느긋해서 더 나았어요. 하를럼에서의 생활은 저의 사회 생활에 영향을 주었어요. 저에게는 기상과도 같았죠."
2005년, 아약스는 다시 그에게 접근하여 아카데미로 다시 불렀다. 그의 아약스 아카데미에서의 복귀 후 생활은 보다 더 성공적이었다. 청소년팀 주장 도노반 슬링하르트가 팀을 떠나면서, 판 데르 빌은 용 아약스의 주장이 되었다.

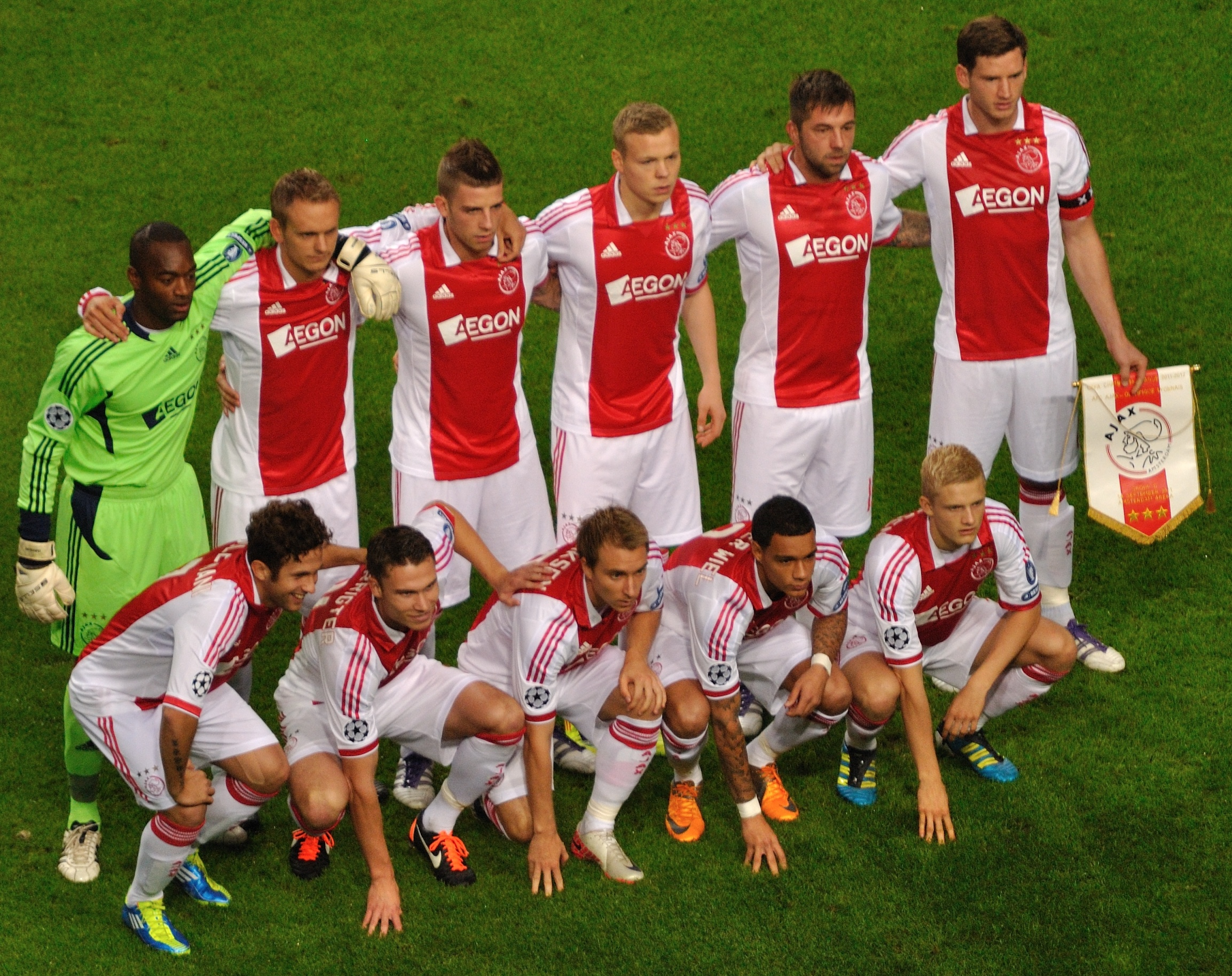
리옹전의 라인업에 포함된 판 데르 빌 (앞줄 오른쪽에서 두 번째)

2007년 3월 11일, 판 데르 빌은 트벤터 원정 경기에서 야프 스탐과 교체 투입되며 프로무대에 첫 발을 내딛었고, 팀은 4-1 승리를 거두었다. 그는 그 시즌에 3경기를 더 출전하였다. 2007-08 시즌에 그는 1-0으로 승리한 PSV 에인트호번과의 요한 크라위프 스할 경기에 출전하였고, 프로 데뷔 이후 첫 트로피를 획득하였다. 그는 2008-09 시즌에 마르코 판 바스턴 감독의 지도 하에 대 도약을 하였고, 그는 주전으로 출전하며 32번의 리그 경기에 출전하였다. (모든 대회를 통틀어서는 43경기에 출전하였다.)
판 데르 빌은 2009-10 시즌을 마르틴 욜 신임 아약스 감독 하에 좋은 시작을 끊었고, 8월 8일에 발베이크전에서 자신의 리그 3호골을 득점하였다. 골은 루이스 수아레스가 해트트릭을 기록한 뒤에 나왔고, 판 데르 빌은 암스테르담 아레나 홈경기 1호골을 쏘았다. 판 데르 빌은 2009년 10월 25일, 4-2로 이긴 전 시즌 우승팀 AZ와의 원정 경기에서 리그 시즌 2호골을 득점하였다. 2009년 11월 1일, 판 데르 빌은 페예노르트와의 "클라시커" 경기에서 득점하며 로테르담팀을 5-1로 부수는데 일조하였다. 2010년 5월 6일, 판 데르 빌은 KNVB컵 2009-10 결승전에 출전하였고, 아약스는 이 경기에서 페예노르트를 4-1로 격파하였다. 시즌 종료 후, 판 데르 빌은 네덜란드 올해의 선수상의 "신인 선수"부문 상을 받았다.
2010년 FIFA 월드컵 종료 후, 판 데르 빌이 루이스 판 할의 바이에른 뮌헨으로 이적하는 것에 대해 언급되었다. 그러나, 아약스는 협상하지 못하였다. 2010-11 시즌은 판 데르 빌에게 있어서 또다른 성공적인 시즌이었는데, 그는 프랑크 더 부르 신임 감독 체제 하에 1군 주전 자리를 유지하였다. 시즌 종료 후 판 데르 빌은 32경기 출전 (모든 대회를 통틀어 51경기 출전) 을 기록하였고, 그의 첫 에레디비시 타이틀을 획득하였다. 아약스와 트벤터간의 리그 최종전이자 타이틀 결정전에서, 판 데르 빌은 심 더 용의 아약스 선제골을 어시스트하면서 중요한 역할을 맡았다.

### 파리 생제르맹
2012년 9월 1일, 판 데르 빌은 €6M의 이적료에 파리 생제르맹으로 둥지를 옮겼다. 그는 유니폼 등번호 23번에 배정되었고, 2012년 9월 22일, 4-0으로 이긴 바스티아와의 원정 경기에서 파리 생제르맹 데뷔전을 치루었고, 흐레호리는 파리지앵 편에서 90분 풀타임을 소화하였다. 프랑스 데뷔시즌에 흐레호리 판 데르 빌은 크리스토프 잘레 주장이 라이트 백으로 활약하면서 대체로 PSG의 후보 선수로 출전하였다. 그는 포르투와의 UEFA 챔피언스리그 2012-13 경기에서 파리 소속으로 대륙경기에 데뷔하였다. 이 경기에서 팀은 포르투갈 클럽에게 0-1로 패하였고, 흐레호리 판 데르 빌은 66분에 잘레와 교체되어 나갔다. 그는 4-0으로 이긴 툴루즈와의 경기에서 경기의 마지막 골을 득점하며 이적 이래 처음으로 득점하였다.
파리 생제르맹에서의 첫 시즌에, 흐레호리 판 데르 빌은 팀이 UEFA 챔피언스리그 8강에 오를 수 있도록 도왔고, 그곳에서 바르셀로나에 밀려 떨어졌다. 캄 노우 원정에서의 88분에, 흐레호리는 교체 투입되었고, 팀은 1-1로 비겼다. 그는 바르셀로나와의 1차전에서 결장하였으나, PSG 소속으로 UEFA 챔피언스리그 2012-13에서 총 5경기에 출전하였다. 2013년 5월 12일, 파리 생제르맹은 리옹과의 홈 경기에서 1-0으로 이기며 리그 1의 통산 3번째 우승을 달성하였다. 흐레호리 판 데르 빌은 팀이 우승을 확정지은 경기에서 결장하였다.

## 국가대표팀 경력

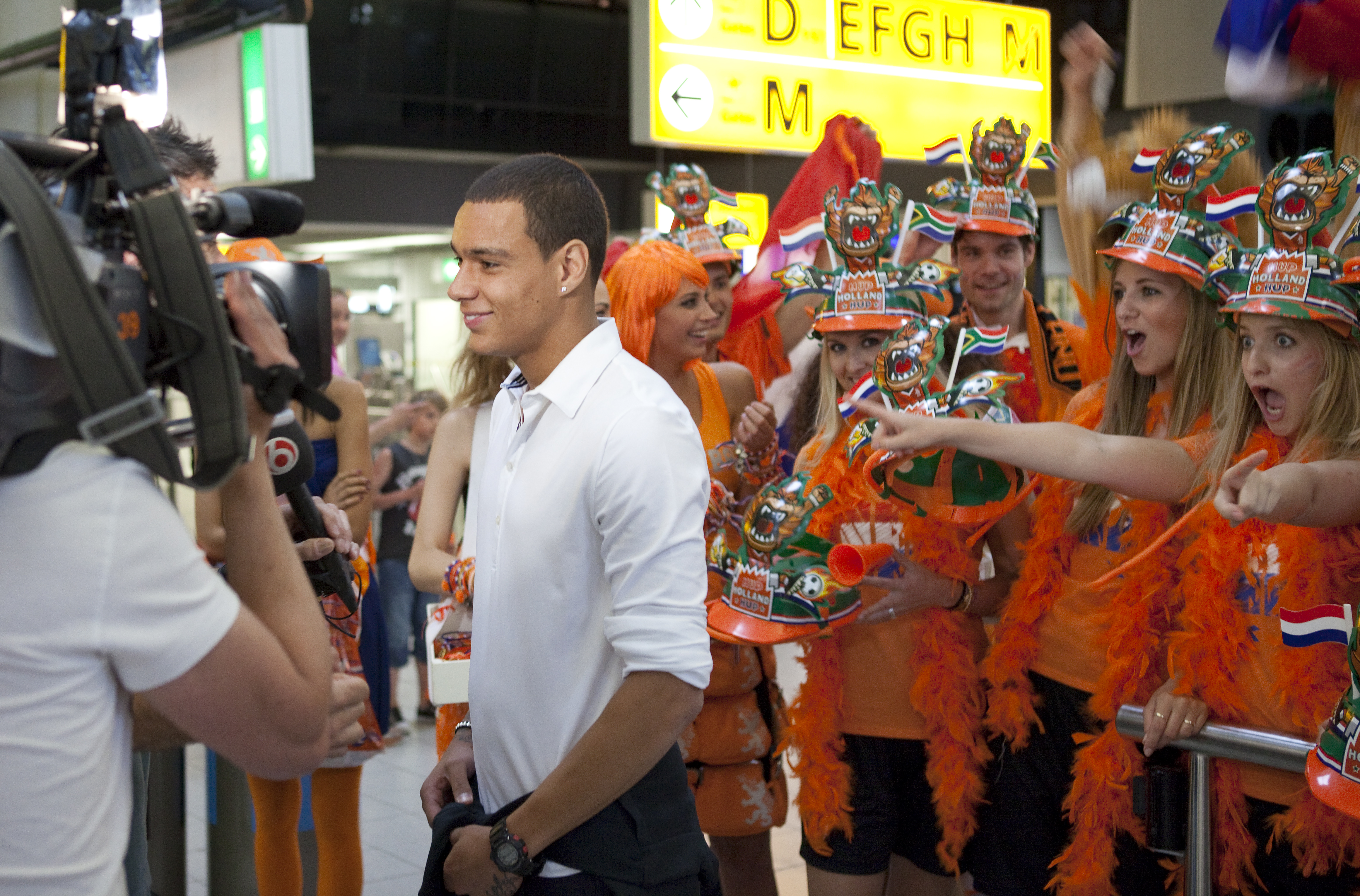
네덜란드 팬들에게 둘러쌓인 판 데르 빌.

판 데르 빌은 U-21 국가대표팀 일원으로 2007년 투르누아 에스푸아 드 툴롱에 참가하였다. 그는 2009년 2월 11일, 튀니지와의 친선 경기에서 전 아약스 팀동료인 욘 헤이팅아와 교체 투입되며 네덜란드 국가대표팀 신고식을 치르었다. 그는 2009년 3월 28일, 그는 3-0으로 이긴 스코틀랜드와의 2010년 FIFA 월드컵 예선전에서 선발로 출전하며 국제대회 경기에 첫 출전하였다. 그는 이후 2009년 4월 1일에 4-0으로 이긴 마케도니아와의 경기에도 풀타임으로 출전하였다. 그는 이후로, 네덜란드 국가대표팀 주전 라이트 백의 입지를 굳혔다.

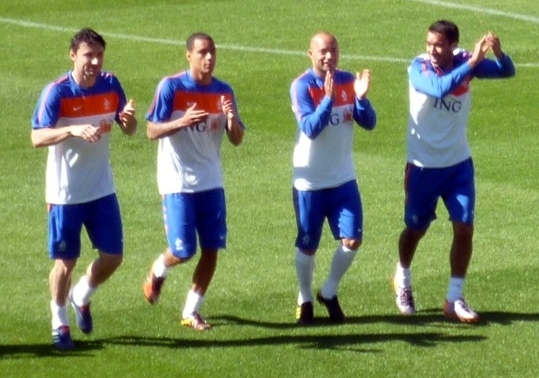
(왼쪽에서 오른쪽으로) 마르크 판 보멀, 흐레호리 판 데르 빌, 데미 더 제이우, 히오바니 판 브론크호르스트.

### 트위터 사건
2009년 10월, 판 더르 빌은 아약스에서 활약하는 와중에 뇌진탕에 걸려서 오스트레일리아와의 친선경기 명단에 낙마한 후 논란에 휩싸였다. 선수는 오스트레일리아로 떠난 네덜란드 팀 동료들과 함께 릴 웨인의 콘서트에 참석하였고, 래퍼와 함께 찍은 자신의 사진을 트위터 페이지에 기재하였다. "그가 아약스 의료진들에 의하면 비행기에 오르지 못하게 제지당했다는 가정 하에, 콘서트에 참석한 것은 요상한 일이다."라고 진술한 베르트 판 마르베이크 네덜란드 감독을 포함하여 몇몇 네덜란드의 축구 거물들은 그의 행위에 대해 비판하였다. 마르틴 욜 아약스 감독은 언론에 의해 과장되었고, 네덜란드 국가대표팀의 일원으로써 부족한 존중심으로 보아서는 안된다고 선수를 변호하였다. 판 바르베이크는 판 데르 빌의 이 사건에 대해, "그는 이 사태가 재발되게 해서는 안되며 그의 국가대표팀 자리에 후폭풍을 불고 올 것이다."라고 진술하며 판 데르 빌을 용서하였다.

### 2010년 FIFA 월드컵
판 데르 빌은 2010년 FIFA 월드컵 예선전에 꾸준히 관여하였다. 판 데르 빌은 베르트 판 마르베이크 지도 하의 2010년 FIFA 월드컵 네덜란드 국가대표팀의 일원이었다. 그는 2-0으로 승리한 덴마크전과 1-0으로 승리한 일본과의 대회 첫 두경기에 선발로 출전하였다. 그는 슬로바키아와의 16강전, 브라질과의 8강전, 그리고 안드레스 이니에스타의 막판골로 패한 스페인과의 결승전에도 선발로 출전하였다.

### UEFA 유로 2012
판 데르 빌은 UEFA 유로 2012 예선 E조에서도 판 마르베이크의 주전 라이트 백으로 네덜란드 국가대표팀 경기에 출전하였다. 판 데르 빌은 그의 활약에 대해 많은 비판을 받았다; 그는 대표적으로 포르투갈전의 전반전에 백패스로 엘데르 포스티가가 날린 골찬스를 허용하였다.

## 경력 통계
2018년 1월 7일 기준
| 클럽          | 시즌      | 리그 | 리그 | 컵   | 컵 | 유럽 | 유럽 | 합계 | 합계 |
| 클럽          | 시즌      | 출장 | 골   | 출장 | 골 | 출장 | 골   | 출장 | 골   |
| ------------- | --------- | ---- | ---- | ---- | -- | ---- | ---- | ---- | ---- |
| 아약스        | 2006–07   | 4    | 0    | 0    | 0  | 0    | 0    | 4    | 0    |
| 아약스        | 2007–08   | 6    | 0    | 2    | 0  | 2    | 0    | 10   | 0    |
| 아약스        | 2008–09   | 32   | 2    | 2    | 0  | 9    | 0    | 43   | 2    |
| 아약스        | 2009–10   | 34   | 6    | 6    | 0  | 10   | 0    | 50   | 6    |
| 아약스        | 2010–11   | 32   | 1    | 5    | 0  | 14   | 0    | 51   | 1    |
| 아약스        | 2011–12   | 19   | 2    | 1    | 0  | 6    | 1    | 26   | 3    |
| 아약스        | 2012–13   | 3    | 1    | 0    | 0  | 0    | 0    | 3    | 1    |
| 아약스        | 합계      | 130  | 12   | 16   | 0  | 41   | 1    | 187  | 13   |
| 파리 생제르맹 | 2012–13   | 22   | 1    | 2    | 0  | 5    | 0    | 29   | 1    |
| 파리 생제르맹 | 2013–14   | 25   | 0    | 4    | 0  | 6    | 0    | 35   | 0    |
| 파리 생제르맹 | 2014–15   | 25   | 1    | 6    | 0  | 10   | 1    | 41   | 2    |
| 파리 생제르맹 | 2015–16   | 17   | 2    | 4    | 0  | 6    | 0    | 27   | 2    |
| 파리 생제르맹 | 합계      | 89   | 4    | 16   | 0  | 27   | 1    | 134  | 5    |
| 페네르바흐체  | 2016–17   | 11   | 0    | 1    | 0  | 5    | 0    | 17   | 0    |
| 칼리아리      | 2017–18   | 5    | 0    | 1    | 0  | 0    | 0    | 6    | 0    |
| 경력 합계     | 경력 합계 | 231  | 15   | 34   | 0  | 73   | 2    | 339  | 17   |

### 국가대표팀
2015년 9월 6일 기준.
| 네덜란드 축구 국가대표팀 | 네덜란드 축구 국가대표팀 | 네덜란드 축구 국가대표팀 |
| 연도                     | 출장                     | 골                       |
| ------------------------ | ------------------------ | ------------------------ |
| 2009                     | 8                        | 0                        |
| 2010                     | 12                       | 0                        |
| 2011                     | 9                        | 0                        |
| 2012                     | 6                        | 0                        |
| 2013                     | 1                        | 0                        |
| 2014                     | 5                        | 0                        |
| 2015                     | 5                        | 0                        |
| 합계                     | 46                       | 0                        |

## 수상

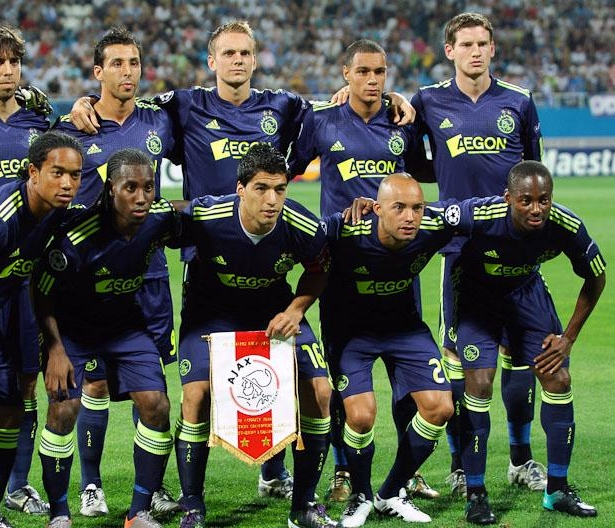
2010년 아약스 라인업의 판 데르 빌 (윗줄 오른쪽에서 두 번째).

### 클럽
아약스
- 에레디비시 (2): 2010–11, 2011–12
- KNVB컵 (2): 2006–07, 2009–10[10]
- 요한 크라위프 스할 (1): 2007[6]

파리 생제르맹
- 리그 1 (4): 2012–13, 2013–14, 2014–15, 2015–16
- 쿠프 드 프랑스 (2): 2014–15, 2015–16
- 쿠프 드 라 리그 (3): 2013–14, 2014–15, 2015–16
- 트로페 데 샹피옹 (3): 2013, 2014, 2015

### 국가대표팀
네덜란드 축구 국가대표팀
- FIFA 월드컵 준우승: 2010

### 개인
- 네덜란드 올해의 신인 선수 (1): 2009–10[11]
- AFC 아약스 올해의 재능 (1): 2008–09[36]

## 참고
1. ↑  쿠프 드 프랑스, 쿠프 드 라 리그, 트로페 데 샹피옹 포함
2. ↑  UEFA 슈퍼컵 포함